# 世界杯竞技场站 (大田广域市)
世界盃競技場站（：／ Woldeukeop-gyeonggijang yeok */?）副站名老隱都賣市場，是大田地鐵1號線沿線的一座地下車站，位於韓國大田廣域市儒城区老隱洞。

## 車站結構
本站站體為2面2線側式月台的地下車站，設有月台幕門，並有7處出口。

### 月台配置
| 顯忠院 ↑ |
| \| 上    |
| ↓ 老隱   |

| 月台 | 路線               | 目的地                           |
| ---- | ------------------ | -------------------------------- |
| 上行 | ●大田都市铁道1号线 | 顯忠院、儒城溫泉、大田、板岩方向 |
| 下行 | ●大田都市铁道1号线 | 老隱、智足、盤石方向             |

## 歷史
- 2007年4月17日：落成啟用。

## 車站周邊
- 大田世界盃競技場
- 老隱農漁都賣市場（朝鲜语：노은농수산물도매시장）
- 老隠中學
- 老隠初等學校
- 湖南高速公路支線儒城交流道

## 相鄰車站
大田廣域市都市鐵道公社
●大田都市铁道1号线
顯忠院（118）－世界盃競技場（119）－老隱（120）